# Schimmel (Familienname)
Schimmel ist ein deutscher Familienname.

## Herkunft und Bedeutung
Schimmel ist ein Übername. Als alte Bezeichnung für das weiße Pferd wurde er für den Grau- oder Hellhaarigen verwendet.

## Namensträger
- Albert Schimmel, deutscher Tischtennisspieler
- Alfred Schimmel (1906–1948), deutscher Jurist, SS-Sturmbannführer und Gestapomitarbeiter
- Annemarie Schimmel (1922–2003), deutsche Islamwissenschaftlerin
- Christian Schimmel (* 1992), österreichischer Fußballspieler
- Cläre Schimmel (1902–1986), deutsche Hörspielregisseurin
- Corrie Schimmel (* 1939), niederländische Schwimmerin
- Ernest Schimmel (1911–1977), österreichischer Architekt
- Ernst Otto Schimmel (1889–1930), deutscher Jurist und Politiker
- Felix Schimmel (1858–1939), deutscher Biologe und Lehrer
- Friedrich Schimmel (1804–1885), königlich preußischer Generalmajor
- Günter Schimmel (* 1937), deutscher Fußballspieler
- Heidrun Schimmel (* 1941), deutsche Textilkünstlerin
- Kurt Schimmel (1892–1941), deutscher Verwaltungsjurist und Regierungspräsident
- Max Schimmel (1904–nach 1963), deutscher Zeitschriftenverleger
- Maximilian Schimmel (* 1989), deutscher Politiker (CDU), MdL Hessen
- Norbert Schimmel (1904–1990), deutsch-amerikanischer Kunstsammler
- Oscar Schimmel (1838–1896), deutscher Maschinenfabrikant
- Paul R. Schimmel (* 1940), US-amerikanischer Biochemiker und Biophysiker
- Paul Schimmel (Kunsthistoriker) (* 1954), US-amerikanischer Kunsthistoriker
- Peter Schimmel (1941–2022), deutscher Illustrator und Maler
- Roland Schimmel (* 1966), deutscher Rechtswissenschaftler und Hochschullehrer
- Shoni Schimmel (* 1992), US-amerikanische Basketballspielerin
- Stefan Schimmel (* 1970), österreichischer Theaterregisseur, Erzählkünstler und Buchautor
- Sven Schimmel (* 1989), deutscher Fußballspieler
- Thomas Schimmel (* 1960), deutscher Physiker
- Walter Schimmel-Falkenau (1895–1971), deutscher Schriftsteller